# Acordo Ryti-Ribbentrop

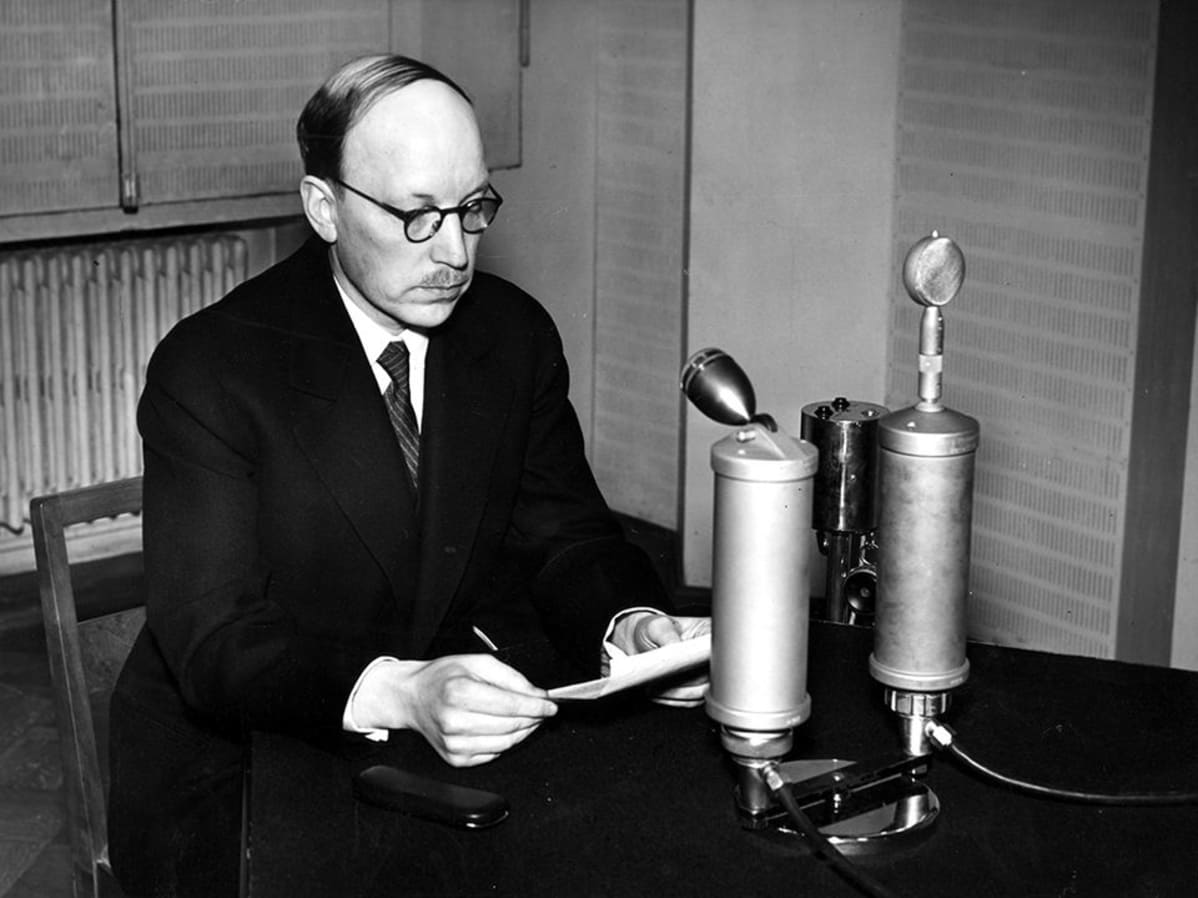
Risto Ryti

O Acordo Ryti-Ribbentrop (em finlandês:Ryti–Ribbentrop-sopimus) de 26 de junho de 1944, foi o mais próximo de uma aliança que a Finlândia e a Alemanha estiveram durante a Segunda Guerra Mundial. Segundo o acordo, na forma de uma carta pessoal ao Führer Adolf Hitler, o presidente finlandês Risto Ryti comprometia-se a não procurar a paz na Guerra da Continuação com a União Soviética sem o acordo da Alemanha. O acordo resultou das negociações iniciadas quatro dias antes em Helsínquia com Joachim von Ribbentrop, ministro das Relações Exteriores alemão. A carta foi enviada após consultas com o Marechal Mannerheim e com o Conselho Supremo da Defesa, mas foi redigida como iniciativa pessoal do presidente Ryti, deliberadamente evitando a formalização de um tratado vinculativo entre os governos da Finlândia e da Alemanha, para o qual teria sido necessário o envolvimento do parlamento finlandês. 

## Contexto histórico
No início do século XX as previamente boas relações da Finlândia com a Rússia pioraram significativamente depois das tentativas de russificação do país e da Revolução Russa de 1917. Por outro lado, o desfecho sangrento da Guerra Civil Finlandesa, a Crise de Åland, as expedições militares na Carélia russa e a falhada Rebelião de Mäntsälä resultaram em relações frias e pouco desenvolvidas com os países escandinavos. Para além disso, os sentimentos pró-alemães, provenientes do apoio prestado pelo Império Alemão durante a guerra civil, foram afetados pela tomada do poder pelos nazistas em 1933, pois a Finlândia tinha tradições democráticas datando pelo menos do século XVI e os finlandeses sentiam-se bastante alienados pelas facetas mais brutais da “Nova Alemanha”.
A Crise da Abissínia de 1935 marcou o fim da paz construída sobre a Sociedade das Nações e a Finlândia viu-se de novo ameaçada, sozinha perante o seu grande e expansionista vizinho soviético. Sob a liderança do primeiro-ministro Kivimäki, a política externa finlandesa foi então redirecionada para a Escandinávia e o chamado "grupo de Oslo". O objetivo da Finlândia era obter proteção ao pertencer a um grupo de pequenas nações que não poderiam ser consideradas agressivas mas que tinham um interesse comum em resistir a agressões externas. Por motivos de credibilidade, era necessário que esta mudança na política externa fosse acompanhada por um crescente distanciamento diplomático da Alemanha Nazi e pela reaproximação à União Soviética.

### A Guerra de Inverno
Em 1932 a União Soviética assinou um tratado de não-agressão com a Finlândia e em Abril de 1938 iniciou negociações diplomáticas com o objetivo de melhorar a sua defesa mútua contra a Alemanha. Os soviéticos estavam principalmente preocupados com o facto do território finlandês poder ser usado como uma base avançada para um ataque à cidade de Leninegrado, situada a apenas 32 km de distância da fronteira. No outono de 1939, após o ataque alemão à Polónia, a União Soviética exigiu que a Finlândia aceitasse mover a sua fronteira 25 km para Norte junto a Leninegrado e cedesse a Península de Hanko por 30 anos para a criação de uma base naval. Em troca, a União Soviética oferecia à Finlândia uma grande parte da Carélia russa. O governo finlandês recusou as exigências soviéticas e a 30 de Novembro, após o alegado bombardeamento de Mainila, o Exército Vermelho invadiu a Finlândia iniciando a Guerra de Inverno. A Suécia, que se declarou como não-beligerante, contribuiu com material militar, ajuda financeira, provisões e quase 10.000 voluntários, mas não enviou tropas regulares devido a suspeitas acerca de possíveis objetivos expansionistas da Finlândia. Após o fim da guerra, esta decisão foi apontada como a prova do falhanço da política de aproximação à Escandinávia, e os duros termos impostos no Tratado de Paz de Moscovo levaram os finlandeses a procurar o apoio da Alemanha e a considerar a vingança como justificada.

### A Guerra da Continuação
Como tanto a opinião pública finlandesa como a União Soviética eram contra o estreitamento das relações com a Suécia, a Finlândia foi obrigada a redirecionar novamente a sua política externa, desta vez em direção à Alemanha Nazi (novamente pela mão de Kivimäki, agora embaixador em Berlim), que após acordo acerca da movimentação de tropas e importação de munições, destacou um forte contingente da Wehrmacht no Norte da Finlândia, em preparação para a Operação Barbarossa.

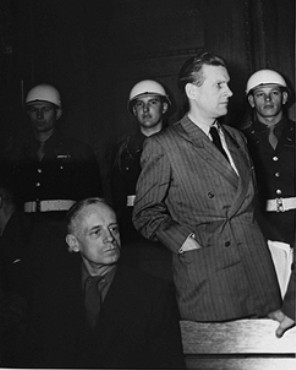
Joachim von Ribbentrop (à esquerda), durante os Julgamentos de Nuremberg

No dia 25 de Junho de 1941, três dias após o início dos ataques alemães à União Soviética noutras frentes, meia dúzia de cidades e vilas finlandesas foram bombardeadas por forças aéreas soviéticas, desencadeando a Guerra da Continuação, e pouco depois tropas finlandesas e alemãs invadiram o território soviético a partir da Finlândia. A liderança Nazi tentou persistentemente formalizar uma aliança entre a Finlândia e a Alemanha mas os finlandeses, pela Declaração da Bainha da Espada, haviam declarado que os seus objetivos se limitavam à conquista da Carélia Oriental, o que foi conseguído  antes do inverno de 1941, e não sentiam necessidade de participar numa desvantajosa aliança.
Quando a sorte da guerra se virou contra a Alemanha, a Finlândia tentou acordar a paz com a União Soviética, o que não foi bem aceite em Berlim. Consequentemente, os carregamentos de munições e provisões provenientes da Alemanha foram interrompidos em Março de 1944. A Finlândia, enfraquecida, foi aterrorizada pela grande ofensiva soviética iniciada no dia 9 de Junho e forçada a evacuar o Istmo da Carélia após poucas semanas. O Ministério das Relações Exteriores alemão em Berlim queria explorar a situação precária da Finlândia após a queda de Vyborg para ligar a ajuda militar a concessões políticas, e a 22 de Junho Ribbentrop chegou inesperadamente a Helsínquia para obrigar a Finlândia a juntar-se finalmente ao Eixo, mas com pouco sucesso.

## Consequências
Em retrospetiva, o acordo Ryti-Ribbentrop foi menos significativo para o desfecho da guerra do que parecia em Junho de 1944, pois a Wehrmacht já tinha entregue as vitais armas antitanque e enviado um destacamento significativo de forças aéreas para apoio à defesa do Istmo da Carélia. De facto, toda a ajuda militar necessária estava já na Finlândia ou a caminho quando Ribbentrop chegou a Helsínquia. Ryti e Mannerheim desconheciam esta descoordenação interna entre o Ministério das Relações Exteriores e o Alto Comando da Wehrmacht, e havia demasiado em jogo para arriscar a perda do apoio alemão. A decisão de enviar a carta foi tomada ao fim da tarde do dia 25 de Junho, o dia em que o Exército Vermelho conseguiu romper a linha VKT em Tali.
O presidente Risto Ryti demitiu-se das suas funções em 31 de Julho de 1944, e Mannerheim, herói nacional e chefe militar da Finlândia, foi excecionalmente nomeado presidente pelo parlamento e mandatado para por fim à guerra. Após ser questionado pelo Marechal Wilhelm Keitel, comandante do Alto Comando da Wehrmacht, Mannerheim informou os alemães que não considerava que ele ou a Finlândia se encontrassem vinculados à concessão de Ryti. A 4 de Setembro entrou em vigor um cessar-fogo que pôs fim às operações militares, e a 19 de Setembro foi assinado em Moscovo o armistício entre a Finlândia e a União Soviética. Segundo as condições impostas pelo mesmo, a Finlândia era obrigada a desmobilizar imediatamente o seu exército e a expulsar todas as tropas da Wehrmacht do seu território. Perante a recusa alemã em abandonar a Finlândia voluntariamente, os finlandeses iniciaram a Guerra da Lapónia com o objetivo de evacuar a Wehrmacht do seu território pela força.

## Importância histórica
Antes da ofensiva militar soviética no verão de 1944, estimava-se que o exército finlandês mantinha ocupadas pelo menos 26 divisões, 5 brigadas e 16 regimentos do Exército Vermelho, pelo que a Wehrmacht tinha todas as razões para usar os finlandeses como uma espécie de tropas de retaguarda, ainda fortes e muito dedicadas à tarefa de defender a sua pátria de uma invasão comunista, enquanto os alemães retiravam da Rússia e muito em breve dos Países Bálticos.